# 舒本立
舒本立（16世紀—17世紀），字道生，號廬崢，江西南昌府靖安縣坊都人，明朝政治人物。

## 生平
舒本立是萬曆十六年（1588年）戊午科順天鄉試舉人，授紹興通判，負責水利鹽法，處置得當，獲上級重視其才幹，再督理漕運、六次代理大縣，所至皆作興士類，來宗道、余斯行等人均由他提拔，陞維摩州知州，著有《友鶴軒詩文集》，去世後董其昌為他立傳，來宗道寫下墓誌銘。

## 引用
1. 1 2  同治《靖安縣志·卷十·人物志上》：舒本立，字道生，號廬崢，坊都人，萬厯舉人，任紹興通判，職兼水利鹽法，區畫皆當，上官重其才，再督漕運、六攝大邑，所至作興士類，來宗道、余斯行等皆其所賞拔，轉雲南維摩州知州，著有《友鶴軒詩文集》，董其昌為立傳，來宗道銘其墓碣。
2. ↑  同治《靖安縣志·卷八·選舉志上》：鄉舉……明……萬厯十六年戊子鄉試 舒本立 字道生，號廬崢，坊都人，順天中式，雲南維摩州知州，有傳